# Aguadulce (Panama)
Pour les articles homonymes, voir Aguadulce.

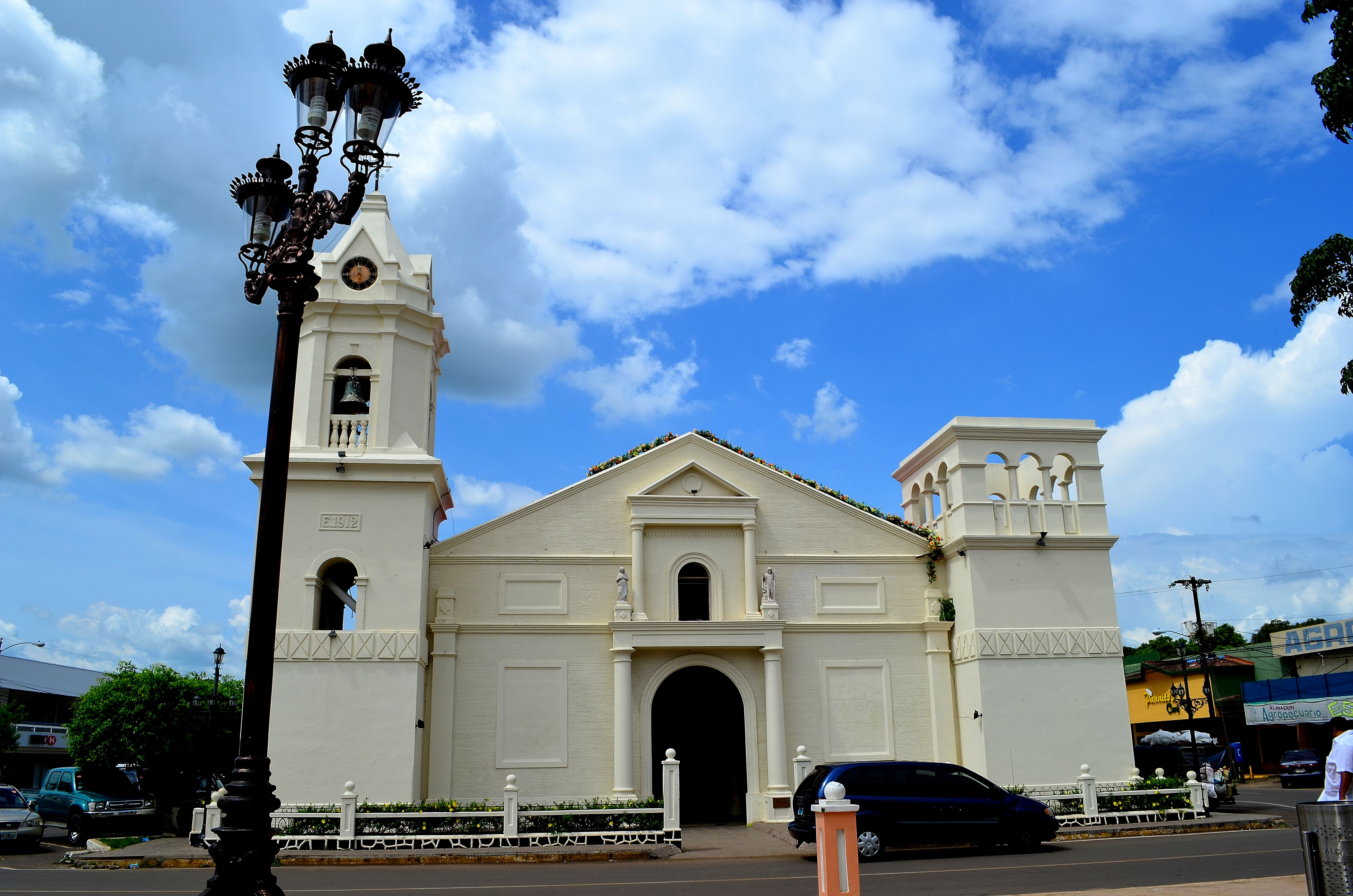

Aguadulce est une ville panaméenne de la province de Coclé. Peuplée par 19 037 habitants en 2010, Aguadulce est un centre important de la culture de la canne à sucre.
L'Estadio Jose Antonio Remon Cantera, enceinte de 2500 places, accueille les rencontres du club local de baseball du CB Coclé, champion national en 1987.

## Personnalités liées
- Nicolás Ardito Barletta (1938- ) président du Panama y est né.
- Rodolfo Chiari (1869-1937) président du Panama y est né.
- Augusto Aurelio Fábrega Donado est un diplomate et l'actuel ambassadeur du Panama en Russie, y est né.
- Marco Aurelio Robles (1905-1990) président du Panama y est né.